# ビル・ナス
ビル・ナス（Bill Nuss）は、アメリカ合衆国の放送作家。

## 作品
- ハット・スクワッド 帽子の騎士たち